# Prologue du Tour d'Italie 2004
Pour un article plus général, voir Tour d'Italie 2004.
Le Prologue du Tour d'Italie 2004 a eu lieu le 8 mai 2004 dans la ville de Gênes sur une distance de 6,9 km. Elle a été remportée par l'Australien Bradley McGee (Fdjeux.com) devant l'Allemand Olaf Pollack (Gerolsteiner) et l'Ukrainien Yaroslav Popovych (Landbouwkrediet-Colnago). McGee porte le premier maillot rose de cette édition du Tour d'Italie à l'issue de l'étape.

## Classement de l'étape
| \| Classement de l'étape \| Classement de l'étape \| Classement de l'étape \| Classement de l'étape \| Classement de l'étape \| \| Coureur \| Coureur \| Pays \| Équipe \| Temps \| \| --------------------- \| --------------------- \| --------------------- \| ------------------------------ \| --------------------- \| \| 1er \| Bradley McGee \| Australie \| Fdjeux.com \| 8 min 30 s \| \| 2e \| Olaf Pollack \| Allemagne \| Gerolsteiner \| + 10 s \| \| 3e \| Yaroslav Popovych \| Ukraine \| Landbouwkrediet-Colnago \| + 20 s \| \| 4e \| Gerhard Trampusch \| Autriche \| Acqua & Sapone - Caffè Mokambo \| + 24 s \| \| 5e \| Davide Rebellin \| Italie \| Gerolsteiner \| + 27 s \| \| 6e \| Marzio Bruseghin \| Italie \| Fassa Bortolo \| + 30 s \| \| 7e \| Marco Velo \| Italie \| Fassa Bortolo \| + 32 s \| \| 8e \| Magnus Bäckstedt \| Suède \| Alessio-Bianchi \| + 32 s \| \| 9e \| Dario Cioni \| Italie \| Fassa Bortolo \| + 33 s \| \| 10e \| Juan Carlos Domínguez \| Espagne \| Saunier Duval-Prodir \| + 34 s \| |                       |           |                                |            |
| |                       |           |                                |            |
| |                       |           |                                |            |
| Classement de l'étape |                       |           |                                |            |
| Coureur | Coureur               | Pays      | Équipe                         | Temps      |
| 1er | Bradley McGee         | Australie | Fdjeux.com                     | 8 min 30 s |
| 2e | Olaf Pollack          | Allemagne | Gerolsteiner                   | + 10 s     |
| 3e | Yaroslav Popovych     | Ukraine   | Landbouwkrediet-Colnago        | + 20 s     |
| 4e | Gerhard Trampusch     | Autriche  | Acqua & Sapone - Caffè Mokambo | + 24 s     |
| 5e | Davide Rebellin       | Italie    | Gerolsteiner                   | + 27 s     |
| 6e | Marzio Bruseghin      | Italie    | Fassa Bortolo                  | + 30 s     |
| 7e | Marco Velo            | Italie    | Fassa Bortolo                  | + 32 s     |
| 8e | Magnus Bäckstedt      | Suède     | Alessio-Bianchi                | + 32 s     |
| 9e | Dario Cioni           | Italie    | Fassa Bortolo                  | + 33 s     |
| 10e | Juan Carlos Domínguez | Espagne   | Saunier Duval-Prodir           | + 34 s     |

## Classement général
Le classement général de l'épreuve reprend donc le classement de l'étape du jour, l'Australien Bradley McGee (Fdjeux.com) devançant l'Allemand Olaf Pollack (Gerolsteiner) de dix secondes et l'Ukrainien Yaroslav Popovych (Landbouwkrediet-Colnago) de vingt.
| \| Classement général \| Classement général \| Classement général \| Classement général \| Classement général \| \| Coureur \| Coureur \| Pays \| Équipe \| Temps \| \| ------------------ \| --------------------- \| ------------------ \| ------------------------------ \| ------------------ \| \| 1er \| Bradley McGee \| Australie \| Fdjeux.com \| 8 min 30 s \| \| 2e \| Olaf Pollack \| Allemagne \| Gerolsteiner \| + 10 s \| \| 3e \| Yaroslav Popovych \| Ukraine \| Landbouwkrediet-Colnago \| + 20 s \| \| 4e \| Gerhard Trampusch \| Autriche \| Acqua & Sapone - Caffè Mokambo \| + 24 s \| \| 5e \| Davide Rebellin \| Italie \| Gerolsteiner \| + 27 s \| \| 6e \| Marzio Bruseghin \| Italie \| Fassa Bortolo \| + 30 s \| \| 7e \| Marco Velo \| Italie \| Fassa Bortolo \| + 32 s \| \| 8e \| Magnus Bäckstedt \| Suède \| Alessio-Bianchi \| + 32 s \| \| 9e \| Dario Cioni \| Italie \| Fassa Bortolo \| + 33 s \| \| 10e \| Juan Carlos Domínguez \| Espagne \| Saunier Duval-Prodir \| + 34 s \| |                       |           |                                |            |
| |                       |           |                                |            |
| |                       |           |                                |            |
| Classement général |                       |           |                                |            |
| Coureur | Coureur               | Pays      | Équipe                         | Temps      |
| 1er | Bradley McGee         | Australie | Fdjeux.com                     | 8 min 30 s |
| 2e | Olaf Pollack          | Allemagne | Gerolsteiner                   | + 10 s     |
| 3e | Yaroslav Popovych     | Ukraine   | Landbouwkrediet-Colnago        | + 20 s     |
| 4e | Gerhard Trampusch     | Autriche  | Acqua & Sapone - Caffè Mokambo | + 24 s     |
| 5e | Davide Rebellin       | Italie    | Gerolsteiner                   | + 27 s     |
| 6e | Marzio Bruseghin      | Italie    | Fassa Bortolo                  | + 30 s     |
| 7e | Marco Velo            | Italie    | Fassa Bortolo                  | + 32 s     |
| 8e | Magnus Bäckstedt      | Suède     | Alessio-Bianchi                | + 32 s     |
| 9e | Dario Cioni           | Italie    | Fassa Bortolo                  | + 33 s     |
| 10e | Juan Carlos Domínguez | Espagne   | Saunier Duval-Prodir           | + 34 s     |

## Classements annexes
| Pas de classement au terme de l'étape. | Pas de classement au terme de l'étape. |